# 분청사기 음각어문 편병
분청사기 음각어문 편병(粉靑沙器 陰刻魚文 扁甁)은 음각기법을 써서 물고기 무늬를 새긴, 조선시대 분청사기 편병이다. 1974년 7월 9일 대한민국의 국보 제178호로 지정되었다.
몸체의 양면을 두드려 편평하게 하고, 굽다리와 작은 입이 달렸다. 문양은 백토 분장을 한 후에 선각수법으로 편평한 양면에 위로 향한 물고기 두 마리씩을 간략하게 나타내었고, 양 측면은 3구분하여 윗 부분과 가운데에는 모란잎 문양을, 아래 부분에는 파초 문양을 박지수법을 곁들여 나타내었다. 회청색의 태토 위에 백토 분장이 되고, 그 위에 담청을 머금은 분청유로 전면에 얇게 시유를 발랐다. 15세기 후반 호남지방의 고창 수동리 용산리 가마 등에서 제작된 것으로 추정되며, 술이나 물을 담아 야외용으로 사용하였던 것으로 보인다. 굽다리에는 모래받침으로 받쳐 구운 흔적이 남아 있으며, 두 마리의 물고기 새김이 흥미롭다.

## 개요
조선시대 전기에 제작된 분청사기 편병으로 배 부분이 앞·뒤 양면으로 납작한 편평한 모양이며, 크기는 높이 22.6cm, 입지름 4.5cm, 밑지름 8.7cm이다.
백토를 두껍게 입히고 조화수법으로 무늬를 그린 위에 연한 청색의 투명한 유약을 칠하였다. 앞·뒷면과 옆면에 서로 다른 무늬와 위로 향한 두 마리의 물고기를 생동감이 넘치는 선으로 나타냈다. 물고기 무늬는 분청사기 조화수법의 특징을 충분히 표현하고 있는데 조화수법이란 백토로 분장한 그릇에 선으로 음각의 무늬를 새겨넣고 백토를 긁어내어 하얀선으로 된 문양을 만드는 기법이다. 양 옆면은 세 부분으로 나누어 위와 중간에 4엽 모란무늬을 새기고, 배경을 긁어냈으며 아랫부분에는 파초를 넣었다.
바탕흙은 회청색으로 백토분장이 된 곳과 분장이 안 된 곳과의 대조가 선명하다. 

## 주해
1. ↑  병의 앞뒤가 둥글납작하고 목이 짧은 병을 편병(扁甁)이라 한다.

## 참고 자료
- 분청사기 음각어문 편병 - 국가유산청 국가유산포털
- 본 문서에는 서울특별시에서 지식공유 프로젝트를 통해 퍼블릭 도메인으로 공개한 저작물을 기초로 작성된 내용이 포함되어 있습니다.